# Eric Johnson (baloncestista)
Eric Johnson Jones (Brooklyn, Nueva York, 7 de febrero de 1966) es un exjugador de baloncesto estadounidense. Con 1,85 de estatura, jugaba en la posición de base. 
Es el hermano del también baloncestista Vinnie Johnson.

## Trayectoria
Juega en dos universidades, la Universidad de Baylor, donde coincide con dos jugadores que posteriormente desarrollarían buenas carreras, Micheal Williams y Darryl Middleton y la Universidad de Nebraska. No es drafteado por ningún equipo NBA, pero juega durante una temporada con los Utah Jazz. Desarrollaría el resto de su carrera en la CBA americana, la ACB española, donde adquiriría la nacionalidad española, dejando un buen recuerdo sobre todo en Valencia, equipo en el que jugaría en tres etapas distintas y en las ligas rusa, argentina y francesa, donde jugaría una temporada en cada liga.

### Clubes
| Club                  | País           | Año         |
| --------------------- | -------------- | ----------- |
| Utah Jazz             | Estados Unidos | 1989 - 1990 |
| Halifax Windjammers   | Canadá         | 1990 - 1991 |
| Rapid City Thrillers  | Estados Unidos | 1991        |
| Birmingham Bandits    | Estados Unidos | 1991 - 1992 |
| Valencia Basket       | España         | 1992 - 1994 |
| Yakima Sun Kings      | Estados Unidos | 1995        |
| Chicago Rockers       | Estados Unidos | 1995        |
| Chorale Roanne Basket | Francia        | 1995        |
| Besançon BCD          | Francia        | 1996        |
| Valencia Basket       | España         | 1996 - 1997 |
| Andino                | Argentina      | 1997 - 1998 |
| Valencia Basket       | España         | 1998 - 1999 |
| CB Girona             | España         | 1999 - 2000 |
| Gijón Baloncesto      | España         | 2000 - 2001 |
| Lokomotiv Vody        | Rusia          | 2001 - 2002 |
| CB Galicia            | España         | 2002 - 2003 |